# Friedrich Ludwig Keller

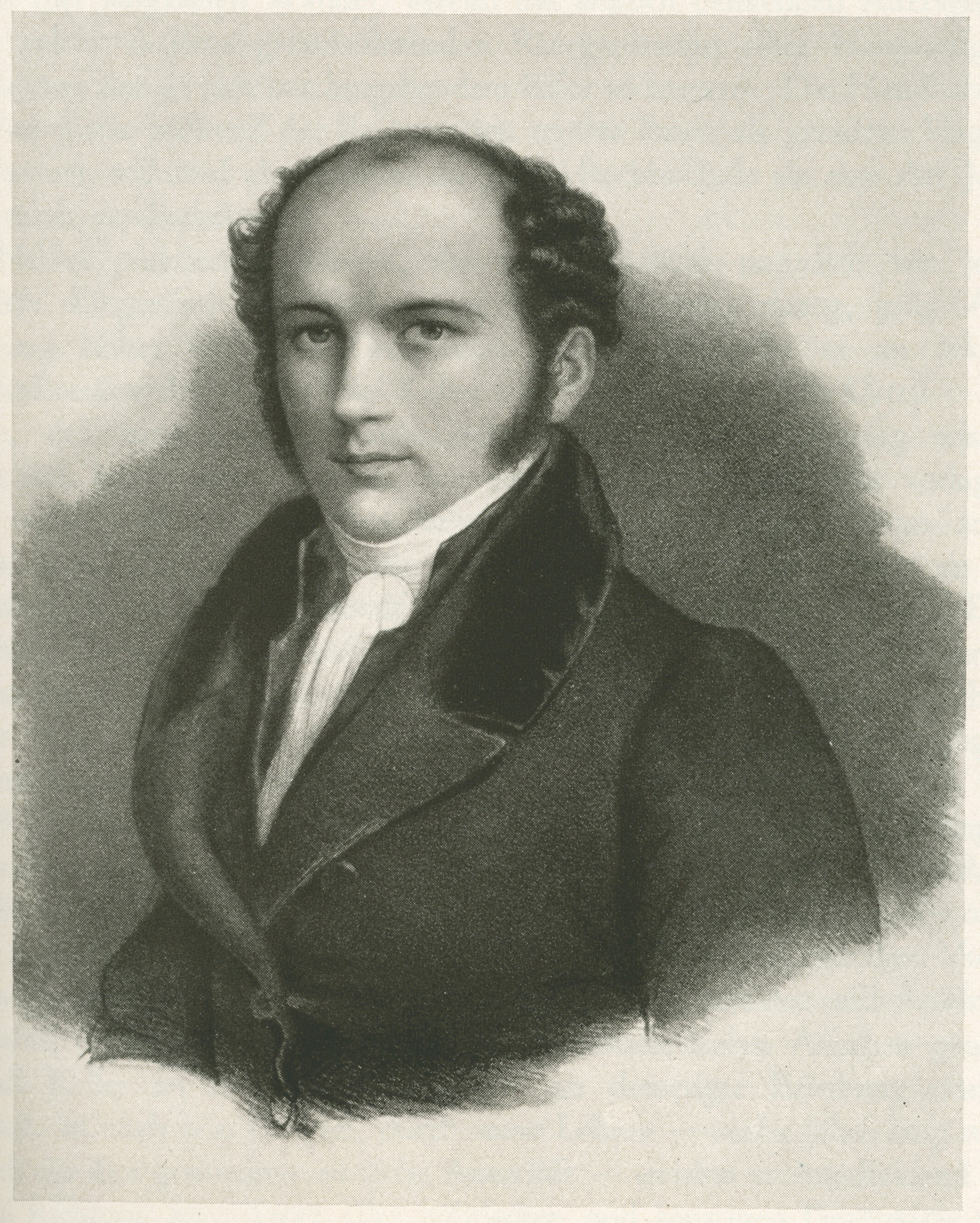

Friedrich Ludwig Keller (adlad Keller vom Steinbock), född den 17 oktober 1799 i Zürich, död den 11 september 1860 i Berlin, var en schweizisk rättslärd.
Keller blev 1825 professor i romersk rätt vid politiska institutet i Zürich samt invaldes 1830 i Stora rådet. Under de 1830 av Julirevolutionen framkallade rörelserna ställde han sig i spetsen för det radikala partiet i Zürich, var, sedan detta kommit till makten, 1831-37 president i överrätten och tog som kantonens ombud i edsförbundets representation en viktig del i lagstiftningsarbetena, särskilt 1833 års förslag till förbundsreform. Sedan 1833 var han extra ordinarie och sedan 1837 ordinarie professor vid Zürichs högskola. 
Sedan de radikala 1839 störtats från väldet (varvid Keller till en början sökte sin tillflykt i Baden), ägnade han sig helt och hållet åt sitt lärarkall. År 1843 blev han professor i romersk rätt i Halle och 1847 efter Puchta i Berlin. Från 1849 spelade han åter en politisk roll, men av helt annan beskaffenhet än den forna, i det han uppträdde som en av reaktionens främsta förkämpar i preussiska deputeradekammaren och i Erfurtparlamentet (1850) samt slutligen i herrehuset. 
De främsta frukterna av Kellers grundliga studier i romersk rätt, särskilt romersk processrätt, är Litiscontestation und Urtheil nach klassischem römischen Recht (1827) och Der römische Civilprocess und die Aktionen (1852; 6:e upplagan utgiven av Wach 1883) samt hans föreläsningar över pandekterna (utgivna av Friedberg 1861; 2:a upplagan av William Lewis 1867).